# بلقاء إبريقية الشكل
ملالوكا إبريقية الشكل (الاسم العلمي:Melaleuca urceolaris) هي نوع من النباتات تتبع جنس الملالوكا من فصيلة الآسية. تم وصف هذا النوع من النبات علمياً لأول مرة من قبل جورج بنتام وفرديناند فون مولر سنة 1867.